# Åke Samuelsson (fotbollsspelare)
Åke Henry Samuelsson, född 23 oktober 1913 i Borås, död 4 juli 1995 i Borås, var en svensk fotbollsspelare.
Samuelsson representerade IF Elfsborg i Allsvenskan 1930/1931–1940/1941. Sammanlagt gjorde han 214 allsvenska matcher (76 mål) för klubben. Till säsongen 1941/1942 gick han till IFK Göteborg, där han dock bara spelade nio allsvenska matcher (tre mål).
Åren 1935–1936 spelade Samuelsson tre A-landskamper (tre mål) för Sverige. Han spelade även en B-landskamp 1936.